# جون د. جونز (سياسي)
جون د. جونز (بالإنجليزية: John D. Jones)‏ هو سياسي أمريكي، ولد في 1849 في بنسيلفانيا في الولايات المتحدة، وتوفي في 1914. حزبياً، نشط في الحزب الجمهوري لمينيسوتا ‏ والحزب الجمهوري. وقد انتخب عضو مجلس ولاية مينيسوتا وانتخب عضو مجلس نواب مينيسوتا.